# Anton Mezger
Anton Mezger (* 18. November 1851 in Ellwangen (Jagst); † 20. Oktober 1914 in Tübingen) war ein württembergischer Oberamtmann.

## Leben
Mezger, Sohn eines Metzgers und katholischer Konfession, studierte nach dem Besuch des Gymnasiums Ellwangen von 1871 bis 1875 Regiminalwissenschaft in Tübingen. Er legte 1875 die erste und 1876 die zweite höhere Dienstprüfung ab.
1876 trat er in die württembergische Innenverwaltung ein. Er leitete als Oberamtmann die Oberämter Vaihingen von 1889 bis 1894, Öhringen von 1894 bis 1900 und Rottweil von 1900 bis 1914. 1903 erhielt er den Titel Regierungsrat und 1912 die Dienststellung eines Kollegialrats. 1914 wurde er in den Ruhestand versetzt.

## Ehrungen
- 1901: Ritterkreuz 1. Klasse des Friedrichs-Ordens
- 1914: Ritterkreuz des Ordens der Württembergischen Krone